# Rosmarie Thüminger
Rosmarie Thüminger (* 6. Juli 1939 in Laas) ist eine in Südtirol geborene Schriftstellerin. Sie ist vor allem mit ihren Kinder- und Jugendbüchern bekannt geworden, veröffentlichte aber auch Prosa für Erwachsene. In allen Texten engagiert sie sich politisch sowie für Frieden und Frauenrechte.

## Leben
Als Kind zog Rosmarie Thüminger mit der Familie ins Zillertal, wo ihr Vater einen Posten als Lehrer annahm. Er hatte optiert, um der befürchteten Versetzung nach Sizilien zu entgehen. Nach ihrer Ausbildung zur Diplom-Kinderkrankenschwester ging sie als Erzieherin nach Rom. Später lebte sie in Frankreich, ehe sie nach Innsbruck zog, wo sie heute als freie Schriftstellerin lebt.
Seit 1972 erscheinen ihre Publikationen für Erwachsene, später auch für Jugendliche und Kinder. Ihre Bücher wurden ins Dänische, Flämische, Niederländische und Spanische übersetzt.
Rosmarie Thüminger war von 1998 bis 2003 Präsidentin der IG Autorinnen Autoren Tirol und ist Landesvorsitzende im Bund demokratischer Frauen der KPÖ.
Als "fesselndes, in seiner Bescheidenheit notwendiges Buch" bezeichnete Erich Hackl Thümingers 2009 erschienene "literarische Annäherung" an Adele Stürzl. Die Autorin wähle ihre sprachlichen Mittel "nach dem Charakter der Protagonistin, so wie er sich ihr durch schwer zugängliche Dokumente und lang gehütete Erinnerungen erschlossen haben mag, dem einer tapferen, politisch wachen und im Träumen von einer gerechteren Gesellschaft begabten Frau, die schon als junges Mädchen die Welt 'mit offenen Augen' angesehen hat".

## Auszeichnungen
- 1988 Kinderbuchpreis der Stadt Wien für Zehn Tage im Winter
- 1989 Österreichischer Kinderbuchpreis für Zehn Tage im Winter
- 2014 Otto-Grünmandl-Literaturpreis[2]

## Bücher
- 1985: Andrea. (Junge Verlag Welt)
- 1988: Zehn Tage Im Winter. (Dachs-Verlag)
- 1990: Tien vreemde winterdagen. (Altiora)
- 1990: Resümee. (TAK)
- 1991: Bis der Herbst kommt. (Dachs-Verlag)
- 1992: Ein Sommer für Johanna. (Überreuter-Verlag)
- 1992: Die Entscheidung. (J & V)
- 1993: Fidan. (Herder)
- 1993: Schwesternschülerin Elisabeth. (Dachs-Verlag)
- 1994: Ab morgen ist Papa zu Haus. (Herder)
- 1994: Ein Ort für morgen. (Dachs-Verlag)
- 1994: Rozhodnutie. (Mladé Letá)
- 1995: Leto pre Johannu. (Mladé Letá)
- 1996: Nefissa. (Dachs-Verlag)
- 1997: Elena. (Dachs-Verlag)
- 1997: La decisió. (Ed. Cadí)
- 1998: Ich heiße Nagekotsch und habe mich verlaufen. (Dachs-Verlag)
- 1999: In die Enge hinaus. (Dachs-Verlag)
- 2002: Laura und Simone. (Dachs-Verlag)
- 2004: Sichelmondleben. (Dachs-Verlag)
- 2009: Mit offenen Augen. Adele Stürzl, eine Annäherung. (TAK – Tiroler Autorinnen-und-Autoren-Kooperative)

## Digitale Bibliothek
- Bis der Herbst kommt, ULB Tirol
- Elena. Die Stille vor dem Sommer, ULB Tirol
- Fidan. Zwischen Gestern und Morgen, ULB Tirol
- Ich heiße Nagekotsch, ULB Tirol
- In die Enge hinaus, ULB Tirol
- Laura und Simone, ULB Tirol
- Ein Ort für morgen, ULB Tirol
- Sichelmondleben, ULB Tirol